# Triplophysa flavicorpus
Triplophysa flavicorpus är en fiskart som beskrevs av Yang, Chen och Lan 2004. Triplophysa flavicorpus ingår i släktet Triplophysa och familjen grönlingsfiskar. Inga underarter finns listade i Catalogue of Life.